# 티 비오 이네 니레이

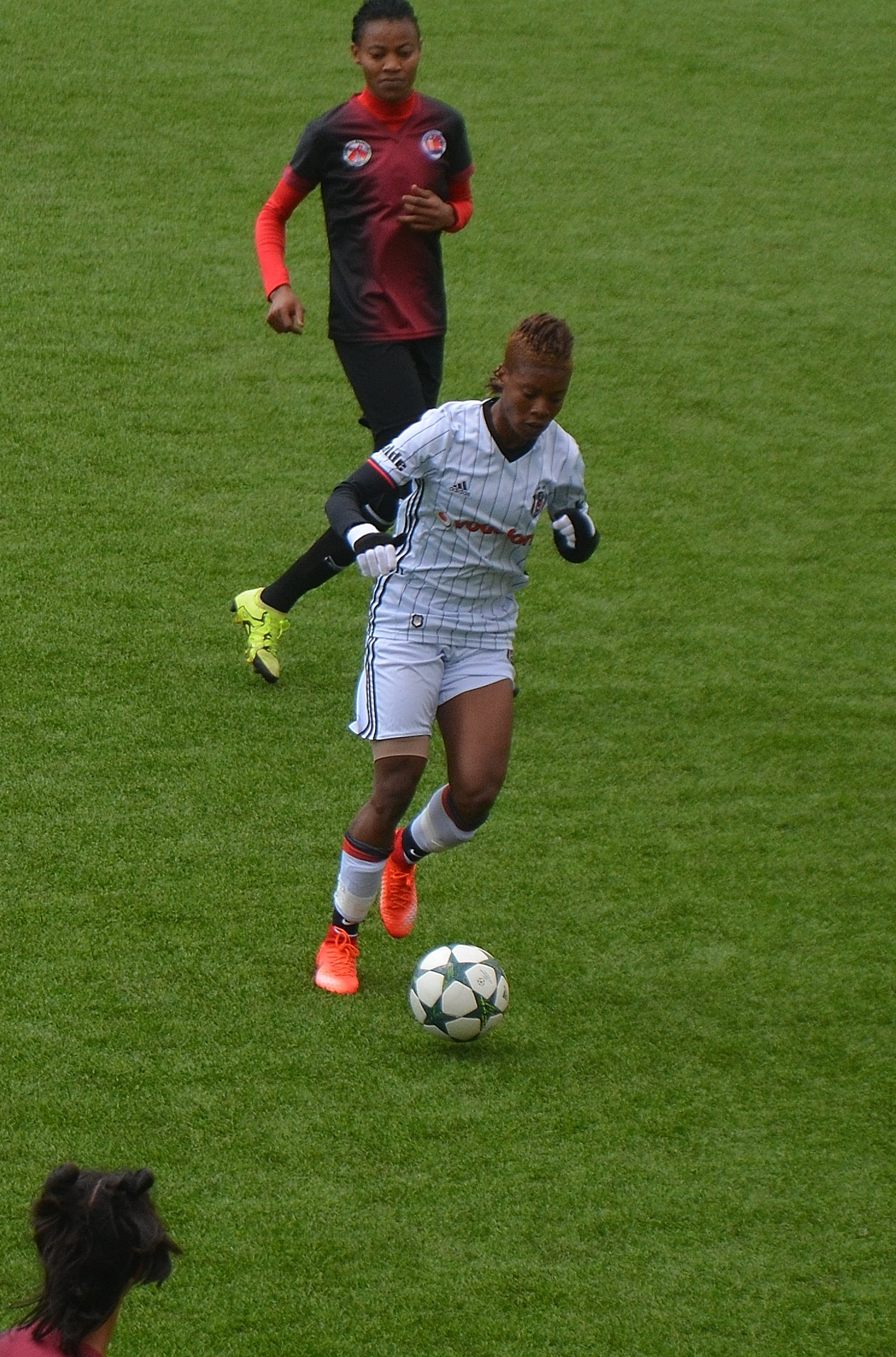

티 비오 이네 니레이(프랑스어: Tia Vino Ines Nrehy, 1993년 10월 1일~)는 코트디부아르의 축구 선수이다.